# Sigmatomera (Sigmatomera) seguyi
Sigmatomera (Sigmatomera) seguyi is een tweevleugelige uit de familie steltmuggen (Limoniidae). De soort komt voor in het Neotropisch gebied.